# Промивання (фотографія)
Промивання фотоматеріалу — стадія хіміко-фотографічної обробки фотоматеріалу, під час якої з його емульсійного шару та підкладки видаляються залишки попереднього розчину та продуктів хімічних реакцій.
Розрізняють проміжне (між операціями обробки) та остаточне (після всіх операцій) промивання.

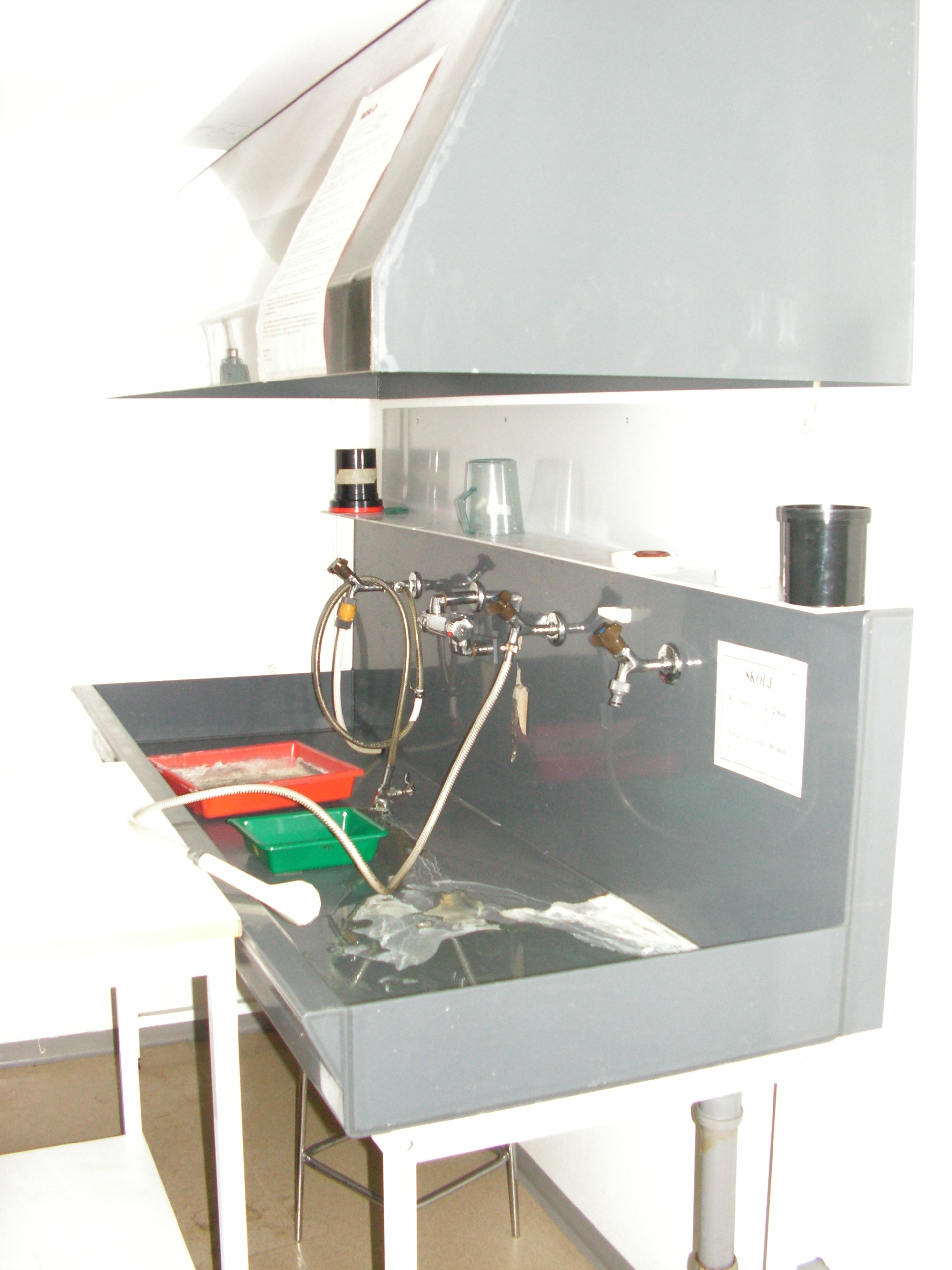

## Умови промивання
Умови промивання, його тривалість встановлюються залежно від:
- Мети, що досягається промиванням на відповідному етапі фотографічного процесу (наприклад, якою мірою потрібна після проявлення зупинна дія).
- Ступеня розчинності речовин, що видаляються.
- Швидкості дифузії речовини в розчин, обумовленої:
  - відносною концентрацією речовини в емульсії та в розчині,
  - задубленістю емульсійного шару,
  - температурою,
  - швидкістю зміни води.

## Проміжне промивання
Проводиться після деяких стадій фотографічного процесу: проявляння, відбілювання, тонування тощо.

### Промивання після проявлення
Найвідповідальнішим є промивання після проявлення. Для негативного процесу саме під час цієї процедури припиняється власне процес проявляння, що повністю визначає всі властивості кінцевого видимого зображення.
За недостатньо якісного проміжного промивання залишки проявної речовини і продуктів реакцій при взаємодії з реагентами фіксувального розчину можуть призводити до:
- зростання вуалі через продовження проявляння на слабоекспонованих ділянках;
- утворення дихроїчної вуалі (утвореної переважно дрібнодисперсним колоїдним сріблом, відновленим залишками проявної речовини з розчинених у несвіжому фіксажі комплексних солей срібла);
- забарвлювання зображення продуктами окислення проявної речовини;
- інших ефектам на зображенні;

У позитивному процесі проміжне промивання часто замінюють обробкою в зупинному розчині для зменшення витрат часу та отримання більш повторюваних результатів.
Проміжне промивання зазвичай відбувається протягом 2-3 хв у проточній воді за температури 14-20 °C.
При застосуванні кислих фіксажів, що мають зупинну дію, тривалість проміжного промивання можна скоротити.

## Остаточне промивання
Основним завданням остаточного промивання є повне видалення з емульсійного шару і підкладки всіх речовин, які можуть вплинути на збереження як самого зображення, так і компонентів емульсійного шару і підкладки за тривалого зберігання.
Остаточне промивання зазвичай здійснюють у проточній воді, оскільки за відсутності зміни води вирівнювання концентрацій речовин у розчині та желатиновому шарі відбувається за 5 і менше хвилин, внаслідок чого дифузія речовин з емульсії припиняється.
Типовий час остаточного промивання фотоматеріалів:
- Чорно-білі фотоплівки загального призначення — 15-20 хв
- Кольорові багатошарові фотоплівки — 20-25 хв
- Фотопапери — 20-25 хв
- Рентгенівські плівки — до 1 години.

### Застосування морської води
За нестачі прісної води застосовують послідовне промивання в морській та в малій кількості прісної води. Тривалість таких промивань — 15 та 5 хвилин для плівок, 30 та 5 хвилин — для фотопаперів.
Застосовується також промивання душем. У аматорських умовах великі кількості оброблених фотовідбитків часто промиваються в ванні, що перемішується душем.

### Ополіскування
Для поліпшення остаточного промивання застосовують попереднє короткочасне промивання фотоматеріалу в 0,3 % розчині кальцинованої соди.

### Елімінатори
Іноді прискорити остаточне промивання вдається застосуванням спеціальних розчинів — елімінаторів (руйнівників) фіксувальних речовин. Ефективним є такий розчин складу:
- 1 л води
- 125 мл 3 % перекису водню
- 100 мл 3 % розчину аміаку

Однак, за такої обробки желатиновий шар може розм'якшуватися. Для запобігання цьому матеріал на 3 хв опускають у 1 % розчин формаліну.
Елімінатором служить також розчин перманганату калію (2-3 кристали на 1 л води). У цьому випадку розчин змінюють через кожні 3-4 хв, доки він не перестане світлішати.

### Якість промивання
Контрольний розчин:
- 1 л дистильованої води
- 1,2 г перманганату калію
- 2,4 г їдкого натру

При достатнього промивання розчин не повинен змінювати кольору після поміщення в нього шматочка фотоматеріалу.